# Jean Catoire
Pour les articles homonymes, voir Catoire.
Jean Catoire est un compositeur français né le 1er avril 1923 à Paris 16e et mort le 9 novembre 2005 à Paris 15e,.

## Biographie
Sa famille, émigrée de Russie mais respectivement originaire de France par la famille Catoire et d’Allemagne, s’installe à Paris. La culture de l’immigration russe imprègne son enfance et c’est avec Paul Kovalev (élève de Max Reger) et Vladimir Butzov qu’il étudie d’abord le piano et la composition. Après avoir suivi une classe de maître à Tanglewood aux États-Unis (1949), il continue l’étude de la composition au Conservatoire national de musique de Paris dans la classe d’Olivier Messiaen. Plus tard, il apprend la direction d’orchestre auprès de Léon Barzin. Ce même Barzin a créé sa huitième symphonie à Carnegie Hall et il devient son assistant à Paris.
Professeur de composition, il a enseigné la gestique à des étudiants sans la présence de musiciens,.
Quatre personnalités ont ainsi une grande importance dans son développement musical mais c’est l’enseignement d’Olivier Messiaen qui lui permet de trouver sa propre personnalité.
Tournant le dos à la musique atonale avec laquelle il ne se sent pas en affinité, il se veut défenseur d’une musique tonale et chromatique. Si, jusques 1959, son style est encore relativement classique, à partir de 1960 il devient résolument personnel, abandonnant la notion traditionnelle de rythme avec ses variations et ses oppositions,.

## Œuvre
Le catalogue des œuvres de Catoire comprend 604 numéros (dont quelques œuvres détruites par le musicien en 1988). D'Angelo distingue trois périodes entre 1948 et 1996 : la première comprend une centaine d'œuvres jusqu'à 1960 et la troisième concerne l'après 1989–1990. Dans la seconde (502 opus), le compositeur « s'est progressivement débarrassée des formes traditionnelles ».
Parmi le catalogue on trouve 52 quatuors à cordes et une étude (1950 à 1994), cinq quatuors avec contrebasse (à la place du violoncelle), six sextuors à cordes, huit octuors à cordes (et de nombreuses pièces conviant de deux à douze violons), etc. ; 18 œuvres pour piano seul, une dizaine de pièces nécessitant une guitare, dix autres la harpe et six l'orgue. Des œuvres combinant cordes ou vents ensembles ou avec piano.
Il laisse deux concertos pour piano et une symphonie concertante ; trois concertos pour violon ; quatorze œuvres destinées aux cuivres et aux cordes, dont trois avec deux orchestres et trente-quatre œuvres pour grand orchestre.
La musique vocale comprend des œuvres pour voix seule, ensemble a cappella, chœur de femmes ou chœur d'hommes, mixte et avec accompagnement piano, guitare, harpe ou différents ensemble de cordes (par exemple quatre ou six violons, dixtuor à cordes...), dont plusieurs messes, motets latins et requiem.

### Compositions éditées
- Trio avec piano no 1, op. 61[15]
- Symphonie no 8, op. 87 (1955 ; éd. Durand) (BNF 39748814)
- Sonates pour orgue, op. 166 et 190 à 192 (BNF 41473446)
- Sonatine pour clarinette en ré majeur, op. 212 (BNF 41181959)
- 3 sonates pour contrebasse seule, op. 513 à 515 (BNF 40224371)

### Écrit
- Jean Catoire, « Peut-on encore parler d’art ? », Organdi Quaterly, no 4,‎ avril 2002 (ISSN 1630-7712, lire en ligne)

## Discographie
- Extasia : Requiem op. 573 (1991), Antiennes de Requiem op. 195, Interludes pour orgue op. 84 - Helena Ek, Monika Mauch et Emily Van Evera, sopranos ; Catherine King et Caroline Stormer, mezzo-sopranos ; Wayne Marshall, orgue ; Chapel Choir of Harrogate Ladies' College, dir. Harvey Brough (26-27 février/17 mai 1998, Virgin Classics 54453242) (OCLC 865411452)
- Messe basse : Messe op. 571 (2004, Albermarle Records 1005)[2]
- Intégrale de la musique pour piano par Nicolas Horvath (2021,1001 Notes)